# Iso Rovijärvi
Iso Rovijärvi är en sjö i Finland. Den ligger i kommunen Enare i landskapet Lappland, i den norra delen av landet, 1 100 km norr om huvudstaden Helsingfors. Iso Rovijärvi ligger 149 meter över havet. Arean är 3,3 kvadratkilometer och strandlinjen är 30,13 kilometer lång. Sjön  ingår i Uutuanjokis huvudavrinningsområde. 